# ییرژی هلی
ییرژی هُلی (چکی: Jiří Holý؛ ۲۷ نوامبر ۱۹۲۲ – ۱۱ نوامبر ۲۰۰۹) بازیگر اهل کشور جمهوری چک بود. 
از فیلم‌ها یا برنامه‌های تلویزیونی که وی در آن نقش داشته‌است می‌توان به روزی که دنیا را تکان داد، نبرد مسکو، و پتک جادوگران اشاره کرد.